# یوفروسین اسکندریه
یوفروسین اسکندریه (انگلیسی: Euphrosyne of Alexandria؛ معنای تحت‌اللفظی: شادی خوب؛ ‏ ۴۱۰ – ۴۷۰) که همچنین به یوفروسینه نیز شناخته می‌شود، یک قدیس بود که خود را به صورت مردی درآورد تا وارد یک صومعه شود و به مدت ۳۸ سال در قالب یک راهب ریاضت‌کش زندگی کند. روز عید او در تاریخ ۲۵ سپتامبر توسط کلیسای ارتدکس یونانی و کاتولیک‌های آیین بیزانسی، در ۲۷ سپتامبر توسط کلیسای اپیسکوپال و در ۱۶ ژانویه توسط کلیسای کاتولیک رومی جشن گرفته می‌شود.
یوفروسین احتمالاً در یک خانواده ثروتمند در اسکندریه متولد شد. زمانی که ۱۸ ساله بود، پدرش می‌خواست او ازدواج کند، بنابراین او فرار کرد، خود را به صورت مردی درآورد و وارد صومعه‌ای شد. او بیشتر سال‌های زندگی خود را به عنوان یک راهب در تنهایی از سایر راهبان گذراند. در آخرین سال زندگی‌اش، یوفروسین به عنوان راهنمای روحانی پدرش درآمد و اندوه او را از دست دادن تنها دخترش تسکین داد. در نهایت، او هویت خود را به او فاش کرد و آنها آشتی کردند. پس از مرگ او، پدرش وارد صومعه او شد و خود نیز به ریاضت‌کش تبدیل شد و در سلول او زندگی کرد تا ده سال بعد از او فوت کرد. تاریخ‌نگار کلیسایی یوهان پیتر کیرش داستان او را یک افسانه دانسته است.

## زندگی
بر اساس گفته یوهان پیتر کیرش در دانشنامه کاتولیک «داستان او جزء آن دسته از افسانه‌هایی است که در آنها گفته می‌شود چگونه باکره‌های مسیحی، به منظور اینکه زندگی عفیفانه و ریاضت‌کشانه‌ای را که به آن متعهد شده بودند، با موفقیت بیشتری دنبال کنند، لباس مردانه بر تن کرده و خود را به عنوان مرد معرفی می‌کردند.»
یوفروسین در سال ۴۱۰ در یک خانواده ثروتمند و برجسته در اسکندریه به دنیا آمد. او تنها دختر پافنوتیوس، «یک مسیحی متعهد و پرهیزگار» بود. پافنوتیوس و همسرش در داشتن فرزند دچار مشکل بودند، بنابراین او به یک صومعه محلی که اغلب از آن بازدید می‌کرد، رفت و از راهب بزرگ صومعه که مشاور روحانی او بود و راهبان خواست که برای آنها دعا کنند و یوفروسین کمی بعد متولد شد. او در سن هفت سالگی تعمید یافت، در زمینه متون دینی آموزش دید و به دلیل حکمت و علاقه‌اش به یادگیری بر سر زبان‌ها افتاد.
زمانی که یوفروسین دوازده ساله بود، مادرش فوت کرد و پدرش او را به تنهایی بزرگ کرد. وقتی که ۱۸ ساله شد، خواستگاران زیادی داشت و پدرش بهترین و ثروتمندترین آنها را برای ازدواج انتخاب کرد. آنها به همراه هم به صومعه رفتند تا برای ازدواج او از رئیس صومعه برکت بگیرند، اما این بازدید باعث شد که یوفروسین تصمیم بگیرد وارد زندگی راهبانه شود. همان‌طور که دیوید کلارک نویسنده گفته است، او «نخواست که جنسیتش مانع پذیرش این سبک زندگی برای خود شود». یک سال بعد، رئیس صومعه، راهبی را به خانه پافنوتیوس فرستاد تا او را برای جشن سالگرد انتصاب رئیس صومعه دعوت کند؛ او با راهب ملاقات کرد و به او اعتراف کرد که با وجود ترس از نافرمانی از پدرش خواهان زندگی به عنوان یک ریاضت‌کش است. راهب به او توصیه کرد که خود را به شکل مردی درآورد «تا از ازدواج اجتناب کند». او خادمی دیگر را برای مشورت از صومعه بدانجا بیاورد، و این راهب دوم که زاهدی از وادی نطرون بود نیز همان پیشنهاد را به او داد. به درخواست یوفروسین، راهب سر او را تراشید و او را به عنوان یک راهبه پذیرفت. وقتی پدرش برای یک سفر روحانی دیگر از خانه خارج شد، یوفروسین از غیبت او بهره برد و تصمیم گرفت به جای یک صومعه زنان، به همان صومعه‌ای که پدرش به آن می‌رفت بپیوندد، زیرا از این می‌ترسید که پدرش او را پیدا کند. او خود را به شکل مردی درآورد و ادعا کرد که خواجه است. راهب بزرگ وی را نشناخت و یوفروسین را به صومعه پذیرفت. یوفروسین نام «سماراگدوس» را برگزید و به مدت ۳۸ سال به عنوان یک راهب در آنجا زندگی کرد تا اینکه در حدود سال ۴۷۰ درگذشت.
یوفروسین که به نام سماراگدوس شناخته می‌شد، رئیس صومعه را با «گام‌های سریع که به سوی یک زندگی ریاضت‌کشانه کامل برداشت» تحت تأثیر قرار داد، اما همان‌طور که لورا سوآن گفته است، «اختلاف‌هایی در جامعه راهبان به دلیل زیبایی یوفروسین به وجود آمد و همان رئیس صومعه او را به گوشه‌نشینی و ریاضت فرستاد». سماراگدوس به عمق بیابان رفت و به یک سلول تنها نقل مکان کرد و تنها دعاهای خود را می‌خواند، بدون اینکه در کنار سایر اعضای صومعه باشد و همان‌طور که سوآن نیز گفته است، او به «تنهایی شدید» عشق ورزید، تا جایی که فقط با راهنمای روحانی‌اش و رئیس صومعه ملاقات می‌کرد. کلارک، در فصل مربوط به یوفروسین در کتاب خود با عنوان «در میان مردان قرون وسطی: دوستی و میل مردانه در ادبیات انگلیسی قرون وسطی اولیه»، داستان او را با داستان یوسف در عهد قدیم مقایسه می‌کند که در آن نیز تم‌های گمنامی و هویت‌های پنهانی وجود دارد. کلارک «دینامیک پیچیده و متناقض جنسیتی» در داستان یوفروسین را بررسی می‌کند و او را با قدیسی به نام اوژنیای روم مقایسه می‌کند که یک قدیس قرن سومی بود و خود را به شکل یک مرد درآورده بود و معتقد است که این دو داستان «دینامیک مشابهی» دارند. کلارک همچنین می‌گوید که داستان‌های اوژنیا و یوفروسین که در هر دو آنها از کمک خدمتکاران و استفاده از گمنامی برای فرار به زندگی انزوای مذهبی استفاده شده است، «نمونه‌ای از داستان‌های عاشقانی است که ازدواج‌های ناخواسته را بی‌نتیجه می‌گذارد. اما فرد در اینجا عاشق مسیح است و هدف نه خوشبختی زناشویی، بلکه زندگی عفیفانه است».

## مرگ و میراث
پافنوتیوس، پدر یوفروسین «برای تسکین غم خود» به دلیل از دست دادن تنها دخترش به صومعه رفت و رئیس صومعه یوفروسین را فرستاد تا به او هدایت روحانی و تسلی بدهد، اما پافنوتیوس او را نشناخت زیرا او صورت خود را با یک حجاب پوشانده بود و هرگز هویت خود را فاش نکرد. با این حال، او «مشورت‌های مفید و دعوت‌های دلگرم‌کننده» از پافنوتیوس دریافت کرد و برای ملاقات با او چندین بار بازگشت و همان‌طور که کلارک گفته است، یوفروسین برای پدر بیولوژیکی‌اش «پدر روحانی او شد». در نهایت، در آخرین سال زندگی‌اش، او راز خود را به پافنوتیوس فاش کرد؛ آنها آشتی کردند و یوفروسین از او خواست که کسی را از هویت او مطلع نکند و او را برای دفن آماده کند. پس از مرگ او، پافنوتیوس تمام ثروت خود را به فقرا و صومعه داد و خود نیز یک زاهد ریاضت‌کش شد، در سلول دخترش زندگی کرد و ده سال بعد درگذشت و در کنار یوفروسین دفن شد. کلارک اظهار داشت که اقدامات پافنوتیوس نمونه‌ای دیگر از تم تغییر جنسیت در داستان یوفروسین است و بازنگری و پیچیدگی مسائلی دربارهٔ پدر بودن جسمی و روحانی را که در «معکوس شدن رابطه پدر و دختر» آشکار می‌شود، نشان می‌دهد.
مقبره یوفروسین «به مکانی برای دعا تبدیل شد و معجزات به او نسبت داده شد». روز عید او در تاریخ ۲۵ سپتامبر توسط کلیسای ارتدکس یونانی و ۱۶ ژانویه توسط کلیسای کاتولیک رومی جشن گرفته می‌شود. طبق گفته سوآن، نسخه‌ای اولیه از زندگی یوفروسین به صورت پنج‌وتدی یامبیک نوشته شده و نسخه‌ای دیگر به صورت نثر نگاشته شده است. به گفته کلارک، یک گزارش از زندگی او به زبان انگلیسی قدیمی نیز وجود دارد.
در سال ۲۰۲۲، یوفروسین به‌طور رسمی به تقویم آیینی کلیسای اپیسکوپال افزوده شد و روز عید او در ۲۷ سپتامبر جشن گرفته می‌شود.